# 이나즈마 일레븐 스트라이커스
이나즈마 일레븐 스트라이커스(일본어: イナズマイレブン ストライカーズ)는 레벨 파이브에서 발매한 이나즈마 일레븐의 Wii 버전이다. 2011년 7월 16일에 발매되었다. 또한 후속작인 「이나즈마 일레븐 스트라이커스 2012 익스트림」은 2011년 12월 22일에 발매되었다. 후속작의 가장 큰 특징은 이나즈마 일레븐 GO의 라이몬 일레븐의 멤버들이 대폭 추가되고 극장판 이나즈마 일레븐 GO 궁극의 인연 그리폰 캐릭터인 하쿠류와 슈도 추가되었으며, 그 외 화신 및 여러 기능들이 추가되었다는 점이 있다.

## 등장인물
본 게임에서 플레이할 수 있는 캐릭터는 지금까지 나온 인기 팀 및 캐릭터가 다 나온다 해도 무방하다. 기존 이나즈마 일레븐의 라이몬 축구부부터, 제국학원, 제우스 중학교, 지상 최강의 라이몬 일레븐, 에일리아 학원, 세계대표의 멤버들 및 이나즈마 일레븐의 매니저들과 극장판이나 이나즈마 일레븐 3:세계로의 도전! - 디 오우거의 오우거 학원과 엔도 카논, 현재 방영중인 이나즈마 일레븐 GO의 라이몬 일레븐들까지 다양한 팀원들이 등장한다.

## 기타
레벨파이브 측에서 이나즈마 일레븐 스트라이커스의 영상 및 "특별선행 가족체험회" 영상, 총합 11개의 영상을 공개하였다. 이 10개의 영상의 총 플레이수에 따라 레벨파이브 측에서는 이나즈마 일레븐 GO와 관련된 5가지의 네타를 공개하겠다고 한 바 있다. 본래 요구되는 총 플레이수는 100,000, 200,000 등이였으나 현재는 그 수가 대폭 줄어서 40,000, 70,000 등으로 줄어들었다.
- 1번째 스포일러 - 동영상 총 플레이수 40,000(공개)
  - 화신이 「검성 란슬롯」, 「연주자 마에스트로」 이외에도 있는 것인가?
    - 조인 팔코(鳥人ファルコ) : 텐가와라 중학교(天河原中学校)의 하야부사 히데키(隼総英聖)의 화신
    - 기술마 퓨림(奇術魔ピューリム) : 만노자카 중학교(万能坂中学校)의 미츠요시 요자쿠라(光良夜桜)의 화신
    - 기계병 가레우스(機械兵ガレウス) : 만노자카 중학교(万能坂中学校)의 시노야마 미츠루(篠山ミツル)의 화신

- 2번째 스포일러 - 동영상 총 플레이수 70,000(공개)
  - 키도, 카제마루, 후부키, 카베야마, 후도, 그리고 후유카의 현재 모습은?

- 3번째 스포일러 - 동영상 총 플레이수 90,000(공개)
  - 이나즈마 일레븐 GO에서 등장하는 「황제펭귄 시리즈」의 필살기는?
    - 황제펭귄 7(seven)

- 4번째 스포일러 - 동영상 총 플레이수 140,000(공개)
  - 코가라시소(가을바람장, 木枯らし荘)에 사는 사람으로, 옛 이나즈마 재팬의 멤버였던 그 사람은?
    - 코구레 유야(木暮夕弥)

- 5번째 스포일러 - 동영상 총 플레이수 250,000(공개)
  - 라이몬 중학교 축구부의 감독, 엔도 마모루의 아내가 드디어 판명났다! 과연 그녀는?
    - 엔도 나츠미(円堂夏未)

- 보너스 스포일러 - 동영상 총 플레이수 350,000(공개)
  - 이나즈마 일레븐 GO에 고죠 마사루 강림!

- 관련 사이트 : 이나즈마 일레븐 스트라이커스 무비 보관됨 2011-07-07 - 웨이백 머신

## 평가
| 평가 |        |
| --- | ------ |
| 통합 점수 통합사 점수 게임랭킹스 58/100 [ 1 ] 메타크리틱 59/100 [ 2 ] 평론 점수 평론사 점수 유로게이머 7/10 [ 3 ] 게임스팟 5/10 [ 4 ] 닌텐도 라이프 5/10 [ 5 ] Cubed3 5/10 [ 6 ] Daily Nintendo 8/10 [ 7 ] Dual Shockers 4.5 [ 8 ] Gamer.nl 7,5 [ 9 ] God is a Geek 6/10 [ 10 ] InsideGamer 4.5/10 [ 11 ] Multiplayer.it 6.0 [ 12 ] Nintendo Power Power Unlimited 61/100 [ 13 ] 3D Juegos 7/10 [ 14 ] |        |
| 통합 점수 |        |
| 통합사 | 점수   |
| 게임랭킹스 | 58/100 |
| 메타크리틱 | 59/100 |
| 평론 점수 |        |
| 평론사 | 점수   |
| 유로게이머 | 7/10   |
| 게임스팟 | 5/10   |
| 닌텐도 라이프 | 5/10   |
| Cubed3 | 5/10   |
| Daily Nintendo | 8/10   |
| Dual Shockers | 4.5    |
| Gamer.nl | 7,5    |
| God is a Geek | 6/10   |
| InsideGamer | 4.5/10 |
| Multiplayer.it | 6.0    |
| Nintendo Power |        |
| Power Unlimited | 61/100 |
| 3D Juegos | 7/10   |